# Substytut (prawo)
Substytut (dalszy pełnomocnik) – osoba, której została udzielona substytucja.
Z treści pełnomocnictwa może wynikać, że ustanowiony w nim pełnomocnik ma prawo wyznaczania dalszych pełnomocnicków. Oznacza to, że jeśli zdarzy się sytuacja, że sam nie będzie mógł reprezentować mocodawcy, wówczas może udzielić substytucji (uprawnienia do reprezentowania mocodawcy) innej osobie (substytutowi), pod warunkiem, że spełnia ona wymagania, by być pełnomocnikiem.
Pełnomocnictwo ogólne, szczególne lub rodzajowe może zostać udzielone osobie, która ma co najmniej ograniczoną zdolność do czynności prawnych. Pełnomocnik pierwotny będzie mógł więc udzielić substytucji jedynie osobie, która ma taką zdolność.
Prokurent, któremu została udzielona prokura, nie może wyznaczać substytutów, ponieważ prokura nie może być przeniesiona. W takiej sytuacji prokurent może udzielić drugiej osobie pełnomocnictwa do dokonania konkretnej czynności prawnej albo czynności prawnych określonego rodzaju. Takie pełnomocnictwo nie jest substytucją, ponieważ pełnomocnik nie działa w imieniu pierwotnego mocodawcy, lecz w imieniu prokurenta, w granicach przewidzianych w prokurze. Nie jest ono również prokurą, ponieważ nie udziela jej przedsiębiorca podlegający obowiązkowi wpisu do rejestru przedsiębiorców. Jest więc pełnomocnictwem szczególnym lub rodzajowym, w którym prokurent może uczynić swoim pełnomocnikiem osobę posiadającą co najmniej ograniczoną zdolność do czynności prawnych.
Substytucja z kolei nie wiąże się z uzyskaniem prawa do reprezentacji pełnomocnika, lecz jego mocodawcy. Czynności prawne dokonane przez susbtytuta pociągają więc za sobą skutki prawne jedynie dla mocodawcy. Jeśli chodzi o zakres czynności prawnych, jakie mogą być dokonane w imieniu mocodawcy przez substytuta, to ma on taki sam zakres reprezentowania, jak pierwotny pełnomocnik.